# Estación de Platja Les Arenes
Platja Les Arenes es una estación de las líneas 4 y 6 de Metrovalencia. Fue inaugurada el 21 de mayo de 1994. Se encuentra en la calle Eugenia Viñes frente al número 153, cerca de la playa del Cabañal.
Anteriormente existió otra estación cerca de la actual, que formaba parte de la línea férrea entre València-Pont de Fusta y Grao. Fue cerrada en 1990 por su estado ruinoso y transformada en la línea de tranvía actual.